# Fuþark recente

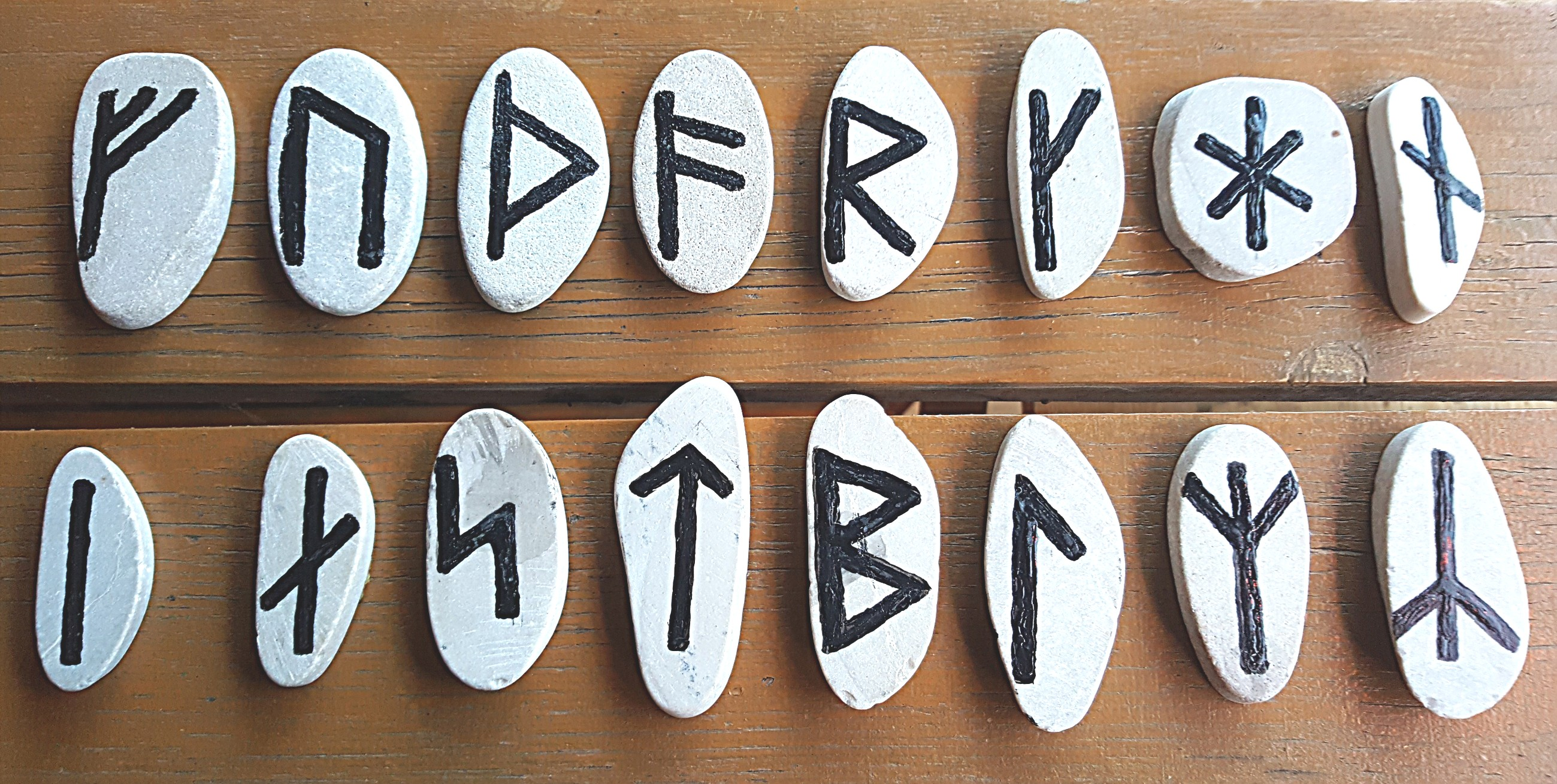
Futhark recente

Il fuþark recente (o futhark recente), chiamato anche rune scandinave, è un alfabeto runico, forma ridotta del fuþark antico consistente di soli 16 caratteri contro i precedenti 24, in uso a partire dal IX secolo. La riduzione paradossalmente avvenne nello stesso periodo in cui alcuni cambiamenti fonetici portarono ad un gran numero di diversi fonemi nella lingua parlata, quando il proto-norreno evolvette nel norreno.
Perciò, tale lingua presentava suoni distinti e coppie minime che non sono separati nella scrittura. Inoltre, poiché nella scrittura si usava evitare di avere la stessa runa due volte di seguito, la distinzione del linguaggio parlato tra vocali lunghe e brevi non venne mantenuta nel fuþark recente; l'unica eccezione era rappresentata dalla presenza di una coppia di suoni differenti rappresentati però con la stessa runa, come in kunuur (che sta per Gunvor).

## Storia
L'utilizzo del fuþark recente è testimoniato in Scandinavia ed in altri insediamenti all'estero dell'Epoca vichinga, probabilmente a partire dal IX secolo. Mentre il Fuþark antico dell'epoca delle invasioni barbariche era rimasto un "segreto" noto solamente ad un'élite di letterati, con solamente 350 iscrizioni rimasteci, la letteratura in fuþark recente divenne molto diffusa in Scandinavia, com'è testimoniato dal gran numero di pietre runiche (circa 6000), talvolta scolpite con annotazioni quasi casuali.
C'è una fase di transizione tra il 650 e l'800 che mostra un uso misto di lettere dei due fuþark antico e recente, per esempio nelle pietre runiche di Björketorp (circa 650), Stentoften (circa 650), Snoldelev e Rök (circa 800).
Il fuþark recente divenne noto in Europa come l'"alfabeto dei Norreni" (studiato per interessi commerciali e diplomatici), chiamato Abecedarium Nordmannicum nel Codex Sangallensis 878 (Abbazia di San Gallo, Svizzera) forse da Walafrid Strabo, ed ogam lochlannach ("Ogham degli Scandinavi") nel Libro di Ballymote (Ballymote, Irlanda).

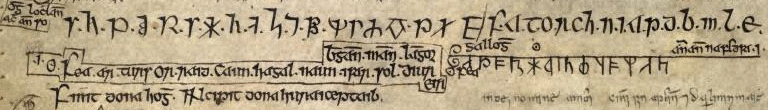
Logam lochlannach.

Il fuþark recente si differenzia in due tipologie, quella a rune a rami lunghi (danese) e quella a rune a rami corti (svedese e norvegese). Il perché della differenza tra le due versioni è stata oggetto di dibattito: un'opinione diffusa è che essa sia funzionale, ovvero le rune a rami lunghi erano utilizzate per scrivere sulla pietra, mentre quelle a rami corti erano utilizzati nella vita quotidiana per i messaggi pubblici o privati su legno; inoltre ulteriori versioni si svilupparono a partire dal fuþark recente, le rune Hälsinge ("senza bastoni", X-XIII secolo), le rune medievali (o fuþork, XII-XVI secolo) e le latinizzate rune dalecarliane (XVI secolo-1910).

## Varianti
I poemi runici islandesi e norvegesi hanno 16 rune: fé (ᚠ, "ricchezza"), úr (ᚢ, "ferro"/"pioggia"), þurs (ᚦ, "gigante"), óss (ᚬ, “dio”), reið (ᚱ, "cavalcata"), kaun (ᚴ, "torcia”), hagall (ᚼ, "grandine"), nauðr (ᚾ, "bisogno"), isa (ᛁ, "ghiaccio"), ár (ᛅ, "abbondanza"), sol (ᛋ, "sole"), Týr (ᛏ, Týr), bjarken (ᛒ, "betulla"), maðr (ᛘ, "uomo"), lögr (ᛚ, "lago"), yr (ᛦ, "tasso").

### Rune a rami lunghi

Fuþark recente: le rune a rami lunghi danesi e le rune a rami corti svedesi/norvegesi.

Le rune a rami lunghi, o rune danesi, venivano impiegate soprattutto nell’incisione di monumenti e scritte ufficiali e venivano incise più di frequente su pietra. Sono costituite dai seguenti segni:
| ᚠ | ᚢ | ᚦ | ᚬ | ᚱ | ᚴ | ᚼ | ᚾ | ᛁ | ᛅ | ᛋ | ᛏ | ᛒ | ᛘ | ᛚ | ᛦ |
| f | u | þ | ą | r | k | h | n | i | a | s | t | b | m | l | ʀ |

### Rune a rami corti
Le rune a rami corti, dette anche "rune sueco-norvegesi", "rune di Rök" o "rune corte", venivano usate principalmente in ambito privato e avevano un uso più pratico. Venivano impiegate più frequentemente nelle incisioni su legno, e per questo motivo meno esempi sono pervenuti fino ai giorni nostri rispetto alle rune a rami lunghi. Tra di loro, nove appaiono versioni semplificate delle rune a rami lunghi, da cui questo secondo sistema di scrittura deriva, mentre le altre sette hanno la stessa forma:
| ᚠ | ᚢ | ᚦ | ᚭ | ᚱ | ᚴ | ᚽ | ᚿ | ᛁ | ᛆ | ᛌ | ᛐ | ᛓ | ᛙ | ᛚ | ᛧ |
| f | u | þ | ą | r | k | h | n | i | a | s | t | b | m | l | ʀ |

### Rune Hälsinge

Rune "senza bastoni".

Le rune Hälsinge sono così chiamate poiché in tempi moderni furono notate dapprima nella regione svedese dell'Hälsingland; più tardi altre iscrizioni con le stesse rune furono ritrovate in altre zone della Svezia. Tali rune furono utilizzate tra il X e il XII secolo. Esse sembrano essere una semplificazione ulteriore delle rune a rami corti e mancano quasi totalmente di tratti verticali, da cui il nome "senza bastoni". Il loro impiego era probabilmente di carattere stenografico, e venivano impiegate come una forma di scrittura rapida. A questa variante del Fuþark recente non è stato ancora assegnato un set di caratteri Unicode (fino al 4.0).

## Rune medievali

Rune medievali.

Nel Medioevo il fuþark recente in Scandinavia fu espanso in modo da contenere un simbolo per ogni fonema dell'antico norreno. Versioni puntate di simboli che indicano consonanti sorde vennero utilizzate per indicare le rispettive consonanti sonore e viceversa, ed apparvero nuove rune anche per suoni vocalici; le iscrizioni in rune scandinave medievali (o Fuþork) mostrano una grande varietà di forme runiche, ed alcune lettere come s, c e z vennero spesso utilizzate indifferentemente l'una dall'altra (Jacobsen e Moltke, 1941–42, pagina VII; Werner, 2004, pagina 20).
Le rune medievali rimasero in uso fino al XV secolo. La maggior parte delle iscrizioni runiche norvegesi giunte fino ad oggi sono in rune medievali; è interessante il fatto che più di 600 iscrizioni che contengono queste rune sono state scoperte a Bergen dagli anni cinquanta, soprattutto su bastoni di legno (le cosiddette Iscrizioni di Bryggen): ciò indica che le rune sono state usate comunemente per diversi secoli accanto all'alfabeto latino, tanto che alcune iscrizioni in rune medievali sono proprio in latino.

## Rune dalecarliane
Secondo Carl-Gustav Werner, "nell'isolata provincia di Dalarna in Svezia si sviluppò un misto di rune e lettere latine" (Werner 2004, pagina 7). Le rune dalecarliane entrarono in uso all'inizio del XVI secolo e furono utilizzate fino al XX secolo; si discute ancora se il loro uso fu una tradizione ininterrotta lungo questo periodo o se alcune persone impararono le rune nel XIX-XX secolo da libri scritti sull'argomento. Il set di caratteri delle rune dalecarliane è adatto a trascrivere lo svedese moderno ed il dialetto dalecarliano.